# Luis de Moscoso
Luis de Moscoso Alvarado (* 1505 in Badajoz, Spanien; † 1551 in Peru) war ein spanischer Conquistador.

## Leben
In Mittelamerika begleitete er seinen Onkel Pedro de Alvarado bei der Eroberung des heutigen Mexiko, Guatemalas und El Salvadors. Anfang 1530 wurde er von seinem Onkel beauftragt, eine Expedition in den Osten von El Salvador zu leiten. Am 8. Mai 1530 gründete Luis de Moscoso die Siedlung San Miguel de la Frontera, die heutige Hauptstadt San Miguel des gleichnamigen Departamentos.
In Mexiko trat er in den Dienst des Vizekönigs von Neuspanien, Antonio de Mendoza. Er begleitete Mendoza nach Lima, als dieser zum Vizekönig von Peru ernannt wurde. Am 25. November 1550 traf er dort ein und nahm seine Arbeit auf. Im folgenden Jahr 1551 verstarb er. 

## Posthum
1997 wurde eine Brücke, die Puente Luis de Moscoso, die bei San Miguel über den Río Grande de San Miguel führt, nach ihm benannt (Karte).